# Blossia laminicornis
Espèce
Blossia laminicornis est une espèce de solifuges de la famille des Daesiidae.

## Distribution
Cette espèce est endémique d'Afrique du Sud.

## Description
Le mâle holotype mesure 12,2 mm et la femelle 11 mm.

## Publication originale
- Hewitt, 1919 : Descriptions of new South African Araneae and Solifugae. Annals of the Transvaal Museum, vol. 6, p. 63–111.